# Chrysopa senior
Chrysopa senior är en insektsart som först beskrevs av Navás 1928.  Chrysopa senior ingår i släktet Chrysopa och familjen guldögonsländor. Inga underarter finns listade i Catalogue of Life.